# Kreis Encs
Der Kreis Encs (ungarisch Encsi járás) ist ein Kreis im Norden des Komitats Borsod-Abaúj-Zemplén in Ungarn. Er grenzt im Norden mit 6 seiner 29 Gemeinden an das Nachbarland Slowakei. Der Kreis entstand Anfang 2013 als Nachfolger des gleichnamigen Kleingebiets (ungarisch Encsi kistérség), das Ende 2012 aufgelöst wurde. 5 seiner 36 Gemeinden wurden dem Kreis Gönc im Osten und 2 dem Kreis Szikszó im Westen zugeordnet. Die Bevölkerungsdichte liegt unter dem Komitatsdurchschnitt von 91. Verwaltungssitz ist die einzige Stadt Encs im Südosten des Kreises.

## Gemeindeübersicht
| Gemeinde          | Status   | Herkunft Kleingebiet | Einwohnerzahl | Einwohnerzahl | Einwohnerzahl | Fläche     | Bevölkerungs- dichte (Ew./km²) |
| Gemeinde          | Status   | Herkunft Kleingebiet | 01.10.2011    | 01.01.2013    | 01.01.2016    | 01.01.2016 | Bevölkerungs- dichte (Ew./km²) |
| ----------------- | -------- | -------------------- | ------------- | ------------- | ------------- | ---------- | ------------------------------ |
| Alsógagy          | Gemeinde | Encs                 | 86            | 101           | 80            | 6,28       | 12,7                           |
| Baktakék          | Gemeinde | Encs                 | 772           | 742           | 731           | 18,79      | 38,9                           |
| Beret             | Gemeinde | Encs                 | 264           | 257           | 277           | 6,77       | 40,9                           |
| Büttös *          | Gemeinde | Encs                 | 175           | 163           | 161           | 18,18      | 8,9                            |
| Csenyéte          | Gemeinde | Encs                 | 390           | 430           | 408           | 9,97       | 40,9                           |
| Csobád            | Gemeinde | Encs                 | 679           | 675           | 670           | 11,83      | 56,6                           |
| Detek             | Gemeinde | Encs                 | 270           | 270           | 259           | 9,68       | 26,8                           |
| Encs              | Stadt    | Encs                 | 6.344         | 6.500         | 6.297         | 25,80      | 244,1                          |
| Fáj               | Gemeinde | Encs                 | 367           | 372           | 447           | 19,32      | 23,1                           |
| Fancsal           | Gemeinde | Encs                 | 303           | 313           | 303           | 9,77       | 31,0                           |
| Felsőgagy         | Gemeinde | Encs                 | 195           | 198           | 226           | 14,47      | 15,6                           |
| Forró             | Gemeinde | Encs                 | 2.485         | 2.541         | 2.500         | 19,03      | 131,4                          |
| Fulókércs         | Gemeinde | Encs                 | 380           | 374           | 379           | 18,60      | 20,4                           |
| Gagyapáti         | Gemeinde | Encs                 | 16            | 13            | 11            | 3,23       | 3,4                            |
| Garadna           | Gemeinde | Encs                 | 398           | 392           | 374           | 9,74       | 38,4                           |
| Hernádpetri *     | Gemeinde | Encs                 | 229           | 231           | 223           | 17,08      | 13,1                           |
| Hernádszentandrás | Gemeinde | Encs                 | 414           | 443           | 420           | 7,04       | 59,7                           |
| Hernádvécse       | Gemeinde | Encs                 | 971           | 1.018         | 1.113         | 16,94      | 65,7                           |
| Ináncs            | Gemeinde | Encs                 | 1.214         | 1.218         | 1.208         | 10,95      | 110,3                          |
| Kány *            | Gemeinde | Encs                 | 48            | 52            | 45            | 9,21       | 4,9                            |
| Keresztéte        | Gemeinde | Encs                 | 44            | 30            | 35            | 3,97       | 8,8                            |
| Krasznokvajda     | Gemeinde | Encs                 | 447           | 451           | 472           | 11,44      | 41,3                           |
| Litka             | Gemeinde | Encs                 | 31            | 34            | 32            | 6,66       | 4,8                            |
| Méra              | Gemeinde | Encs                 | 1.740         | 1.786         | 1.727         | 15,11      | 114,3                          |
| Novajidrány       | Gemeinde | Encs                 | 1.404         | 1.420         | 1.396         | 14,31      | 97,6                           |
| Perecse *         | Gemeinde | Encs                 | 27            | 31            | 23            | 12,54      | 1,8                            |
| Pusztaradvány *   | Gemeinde | Encs                 | 255           | 262           | 251           | 7,14       | 35,2                           |
| Szalaszend        | Gemeinde | Encs                 | 1.070         | 1.081         | 1.058         | 18,22      | 58,1                           |
| Szemere *         | Gemeinde | Encs                 | 372           | 385           | 397           | 26,30      | 15,1                           |
| Kreis Encs        |          |                      | 21.390        | 21.783        | 21.523        | 378,37     | 56,9                           |

* Grenzgemeinde zur Slowakei